# V405 Возничего
V405 Возничего (лат. V405 Aurigae) — промежуточный поляр, двойная катаклизмическая переменная звезда типа DQ Геркулеса (XM) в созвездии Возничего на расстоянии приблизительно 2200 световых лет (около 674 парсеков) от Солнца. Видимая звёздная величина звезды — от +14,72m до +14,6m. Орбитальный период — около 4,1429 часов.

## Характеристики
Первый компонент — аккрецирующий белый карлик спектрального класса pec. Масса — около 0,75 солнечной. Эффективная температура — около 25000 K.
Второй компонент — красный карлик спектрального класса M. Масса — около 0,36 солнечной, радиус — около 0,56 солнечного, светимость — около 0,891 солнечной.